# Prvenstvo Hrvatske u vaterpolu 2016./17.
Ovo je 26. izdanje hrvatskog vaterpolskog prvenstva. Svih devet momčadi koje su nastupale u Jadranskoj ligi išlo je u doigravanje za naslov prvaka Hrvatske. Svoj drugi uzastopni i ukupno trinaesti naslov nadmoćno je osvojio dubrovački Jug.

## Sudionici
prema plasmanu u A-1 i A-2 ligi u Jadranskoj ligi
- Jug Croatia Osiguranje – Dubrovnik
- Mladost – Zagreb
- Primorje Erste Banka – Rijeka
- Mornar Brodospas – Split
- Jadran – Split
- OVK POŠK – Split
- Medveščak – Zagreb
- Zadar 1952 – Zadar,
- Solaris – Šibenik

## Raspored i rezultati
– domaća utakmica za klub1 

     – gostujuća utakmica za klub1

| Za ulazak u četvrtzavršnicu | Za ulazak u četvrtzavršnicu | Za ulazak u četvrtzavršnicu | Za ulazak u četvrtzavršnicu | Za ulazak u četvrtzavršnicu |
| klub1                       | ukupno                      | klub2                       | ut.1                        | ut.2                        |
| --------------------------- | --------------------------- | --------------------------- | --------------------------- | --------------------------- |
| Solaris                     | 13:10                       | Zadar 1952                  | 6:4                         | 7:6                         |

| Četvrtzavršnica | Četvrtzavršnica | Četvrtzavršnica | Četvrtzavršnica | Četvrtzavršnica |
| klub1           | ukupno          | klub2           | ut.1            | ut.2            |
| --------------- | --------------- | --------------- | --------------- | --------------- |
| Solaris         | 10:32           | Jug CO          | 3:17            | 7:15            |
| Medveščak       | 6:37            | Mladost         | 5:17            | 1:20            |
| OVK POŠK        | 17:20           | Primorje EB     | 10:11           | 7:9             |
| Jadran          | 24:26           | Mornar BS       | 12:15           | 12:11           |

| Poluzavršnica | Poluzavršnica | Poluzavršnica | Poluzavršnica | Poluzavršnica |
| klub1         | ukupno        | klub2         | ut.1          | ut.2          |
| ------------- | ------------- | ------------- | ------------- | ------------- |
| Jug CO        | 33:11         | Mornar BS     | 18:7          | 15:4          |
| Mladost       | 22:16         | Primorje EB   | 12:8          | 10:8          |

| Za 5. do 8. mjesta | Za 5. do 8. mjesta | Za 5. do 8. mjesta | Za 5. do 8. mjesta | Za 5. do 8. mjesta |
| klub1              | ukupno             | klub2              | ut.1               | ut.2               |
| ------------------ | ------------------ | ------------------ | ------------------ | ------------------ |
| Solaris            | 18:28              | Jadran             | 7:10               | 11:17              |
| Medveščak          | 22:29              | OVK POŠK           | 15:13              | 7:16               |

|              | klub1       | pob-por | klub2     | ut.1 | ut.2                  | ut.3  |
| ------------ | ----------- | ------- | --------- | ---- | --------------------- | ----- |
| za 3. mjesto | Primorje EB | 1-2     | Mornar BS | 9:5  | 13:14 (10:10, 4:3 5m) | 10:11 |
| za prvaka    | Jug CO      | 3-0     | Mladost   | 7:1  | 13:6                  | 11:4  |

|              | klub1    | ukupno | klub2     | ut.1  | ut.2               |
| ------------ | -------- | ------ | --------- | ----- | ------------------ |
| za 7. mjesto | Solaris  | 20:22  | Medveščak | 11:10 | 9:12 (8:9, 1:3 5m) |
| za 5. mjesto | OVK POŠK | 21:22  | Jadran    | 8:11  | 13:11              |

## Četvrtzavršnica

### Prve utakmice
| 7. travnja 2017. 20:45 | Izvješće | Medveščak                          | 5 – 17    | Mladost    | Suci: Begić, Gavrilović |
| 7. travnja 2017. 20:45 | Izvješće | Po četvrtinama: 0:5, 1:2, 4:6, 0:4 |           |            | Suci: Begić, Gavrilović |
| 7. travnja 2017. 20:45 | Izvješće | Anđelić 2                          | Strijelci | Vlahović 5 | Suci: Begić, Gavrilović |

| 8. travnja 2017. 19:30 | Izvješće | Solaris                            | 3 – 17    | Jug     | Suci: Prančić, Sivčević |
| 8. travnja 2017. 19:30 | Izvješće | Po četvrtinama: 1:4, 1:6, 0:4, 1:3 |           |         | Suci: Prančić, Sivčević |
| 8. travnja 2017. 19:30 | Izvješće | Bajić 2                            | Strijelci | Benić 4 | Suci: Prančić, Sivčević |

| 8. travnja 2017. 19:30 | Izvješće | OVK POŠK                           | 10 – 11   | Primorje | Suci: Radičević, Bura |
| 8. travnja 2017. 19:30 | Izvješće | Po četvrtinama: 2:1, 3:5, 1:2, 4:3 |           |          | Suci: Radičević, Bura |
| 8. travnja 2017. 19:30 | Izvješće | Delić 3                            | Strijelci | Power 4  | Suci: Radičević, Bura |

| 8. travnja 2017. 18:00 | Izvješće | Jadran ST                          | 12 – 15   | Mornar    | Suci: Rak, Franulović |
| 8. travnja 2017. 18:00 | Izvješće | Po četvrtinama: 1:5, 4:3, 3:3, 4:4 |           |           | Suci: Rak, Franulović |
| 8. travnja 2017. 18:00 | Izvješće | Vasić 3                            | Strijelci | Dužević 4 | Suci: Rak, Franulović |

### Druge utakmice
| 13. travnja 2017. 20:45 | Izvješće | Mladost                            | 20 – 1    | Medveščak | Suci: Vlašić, Milenković |
| 13. travnja 2017. 20:45 | Izvješće | Po četvrtinama: 9:0, 3:0, 4:1, 4:0 |           |           | Suci: Vlašić, Milenković |
| 13. travnja 2017. 20:45 | Izvješće | Vlahović 5                         | Strijelci | Brčić 1   | Suci: Vlašić, Milenković |

Ukupni rezultat je Mladost 37:6 Medveščak.
| 9. travnja 2017. 14:00 | Izvješće | Jug                                | 15 – 7    | Solaris             | Suci: Copić, Kuzmanić |
| 9. travnja 2017. 14:00 | Izvješće | Po četvrtinama: 3:0, 3:2, 5:3, 4:2 |           |                     | Suci: Copić, Kuzmanić |
| 9. travnja 2017. 14:00 | Izvješće | Fatović 5                          | Strijelci | Petković, Šparada 2 | Suci: Copić, Kuzmanić |

Ukupni rezultat je Jug 32:10 Solaris.
| 13. travnja 2017. 19:00 | Izvješće | Primorje                           | 9 – 7     | OVK POŠK | Suci: Štampalija, Matijević |
| 13. travnja 2017. 19:00 | Izvješće | Po četvrtinama: 0:1, 4:1, 3:4, 2:1 |           |          | Suci: Štampalija, Matijević |
| 13. travnja 2017. 19:00 | Izvješće | Radu 4                             | Strijelci | Vukić 3  | Suci: Štampalija, Matijević |

Ukupni rezultat je Primorje 20:17 OVK POŠK.
| 13. travnja 2017. 19:00 | Izvješće | Mornar                             | 11 – 12   | Jadran ST                  | Suci: Savinović, Blašković |
| 13. travnja 2017. 19:00 | Izvješće | Po četvrtinama: 3:1, 2:5, 4:5, 2:1 |           |                            | Suci: Savinović, Blašković |
| 13. travnja 2017. 19:00 | Izvješće | Ćalić 3                            | Strijelci | Marinić-Kragić, Visković 4 | Suci: Savinović, Blašković |

Ukupni rezultat je Mornar 26:24 Jadran ST.

## Poluzavršnica

### Prve utakmice
| 19. travnja 2017. | Izvješće | Mladost                            | 12 – 8    | Primorje          | Suci: Bura, Štampalija |
| 19. travnja 2017. | Izvješće | Po četvrtinama: 3:4, 4:1, 4:1, 1:2 |           |                   | Suci: Bura, Štampalija |
| 19. travnja 2017. | Izvješće | Bukić 3                            | Strijelci | Tkač, Vukičević 2 | Suci: Bura, Štampalija |

| 19. travnja 2017. | Izvješće | Jug                                | 18 – 7    | Mornar                | Suci: Rončević, Gašpardi |
| 19. travnja 2017. | Izvješće | Po četvrtinama: 6:1, 4:2, 3:2, 5:2 |           |                       | Suci: Rončević, Gašpardi |
| 19. travnja 2017. | Izvješće | Lončar 4                           | Strijelci | Čagalj, Ćalić, Erak 2 | Suci: Rončević, Gašpardi |

### Druge utakmice
| 22. travnja 2017. | Izvješće | Primorje                           | 8 – 10    | Mladost | Suci: Prančić, Radičević |
| 22. travnja 2017. | Izvješće | Po četvrtinama: 1:1, 2:5, 3:3, 2:1 |           |         | Suci: Prančić, Radičević |
| 22. travnja 2017. | Izvješće | Radu, Peroš 2                      | Strijelci | Bukić 3 | Suci: Prančić, Radičević |

Ukupni rezultat je Mladost 22:16 Primorje.
| 22. travnja 2017. | Izvješće | Mornar                             | 4 – 15    | Jug              | Suci: Vlašić, Gavrilović |
| 22. travnja 2017. | Izvješće | Po četvrtinama: 0:4, 1:4, 2:3, 1:4 |           |                  | Suci: Vlašić, Gavrilović |
| 22. travnja 2017. | Izvješće | Kreković 2                         | Strijelci | Lončar, Merčep 3 | Suci: Vlašić, Gavrilović |

Ukupni rezultat je Jug 29:11 Mornar.

## Završnica

### Prva utakmica
| 3. svibnja 2017. 19:00 | Izvješće | Jug                                | 7 – 1     | Mladost | Gledatelja: 300 Suci: Tiozzo, Prančić |
| 3. svibnja 2017. 19:00 | Izvješće | Po četvrtinama: 1:0, 3:0, 2:0, 1:1 |           |         | Gledatelja: 300 Suci: Tiozzo, Prančić |
| 3. svibnja 2017. 19:00 | Izvješće | Marković, Perrone 2                | Strijelci | Lazić 1 | Gledatelja: 300 Suci: Tiozzo, Prančić |

### Druga utakmica
| 6. svibnja 2017. 18:00 | Izvješće | Mladost                            | 6 – 13    | Jug                   | Suci: Franulović, Štampalija |
| 6. svibnja 2017. 18:00 | Izvješće | Po četvrtinama: 1:2, 1:3, 2:4, 2:4 |           |                       | Suci: Franulović, Štampalija |
| 6. svibnja 2017. 18:00 | Izvješće | Bukić 2                            | Strijelci | Marković, Obradović 3 | Suci: Franulović, Štampalija |

### Treća utakmica
| 15. svibnja 2017. 18:00 | Izvješće | Jug                                | 11 – 4    | Mladost | Gledatelja: 700 Suci: Periš, Prančić |
| 15. svibnja 2017. 18:00 | Izvješće | Po četvrtinama: 2:1, 2:1, 2:0, 5:2 |           |         | Gledatelja: 700 Suci: Periš, Prančić |
| 15. svibnja 2017. 18:00 | Izvješće | Obradović 3                        | Strijelci | Zović 2 | Gledatelja: 700 Suci: Periš, Prančić |

Ukupni rezultat je Jug 3:0 Mladost.

## Konačni poredak
| mj.                                                                                       | klub                             | ut | pob | ner | por | gol+ | gol- |
| ----------------------------------------------------------------------------------------- | -------------------------------- | -- | --- | --- | --- | ---- | ---- |
| 1.                                                                                        | Jug Croatia Osiguranje Dubrovnik | 7  | 7   | 0   | 0   | 96   | 32   |
| 2.                                                                                        | Mladost Zagreb                   | 7  | 4   | 0   | 3   | 70   | 5    |
|                                                                                           |                                  |    |     |     |     |      |      |
| 3.                                                                                        | Mornar Brodospas Split           | 7  | 2   | 1   | 3   | 63   | 86   |
| 4.                                                                                        | Primorje Erste Banka Rijeka      | 7  | 3   | 1   | 3   | 65   | 65   |
|                                                                                           |                                  |    |     |     |     |      |      |
| 5.                                                                                        | Jadran Split                     | 6  | 4   | 0   | 2   | 74   | 65   |
| 6.                                                                                        | OVK POŠK Split                   | 6  | 2   | 0   | 4   | 67   | 64   |
|                                                                                           |                                  |    |     |     |     |      |      |
| 7.                                                                                        | Medveščak Zagreb                 | 6  | 2   | 0   | 4   | 47   | 85   |
| 8.                                                                                        | Solaris Šibenik                  | 8  | 3   | 0   | 5   | 60   | 89   |
|                                                                                           |                                  |    |     |     |     |      |      |
| 9.                                                                                        | Zadar 1952                       | 2  | 0   | 0   | 2   | 10   | 13   |
|                                                                                           |                                  |    |     |     |     |      |      |
| za utakmice koje su riješene raspucavanjem peteraca je uzet rezultat iz regularnog dijela |                                  |    |     |     |     |      |      |

## Najbolji strijelci
- 13 golova
  -  Felipe Perrone (Jug CO)
  - Zvonimir Anđelić (Medveščak)
- 11 golova
  - Kristian Lipar (Solaris)
- 10 golova
  - Luka Lončar (Jug CO)
  - Marko Macan (Jug CO)
  - Antun Goreta (Mornar BS)
  -  Cosmin Alexandru Radu (Primorje EB)
  - Andrija Vlahović (Mladost)

## Poveznice
- 1. B vaterpolska liga – sezona 2016./17.
- 3. HVL 2017.
- Hrvatski vaterpolski kup 2016.
- Jadranska vaterpolska liga 2016./17.
- LEN Liga prvaka 2016./17.

## Vanjske poveznice
- hvs.hr